# Palazzo Monachelli
Palazzo Monachelli è un edificio storico di Bolognetta, in Sicilia, sito in via G. Garibaldi 62. Fu residenza signorile della famiglia Monachelli e poi abitazione privata; espropriata per mafia e acquisito dal Comune di Bolognetta, oggi è diventato il Centro Culturale Monachelli, un polo di servizi di informazione e accoglienza turistica e agrituristica.

## Storia

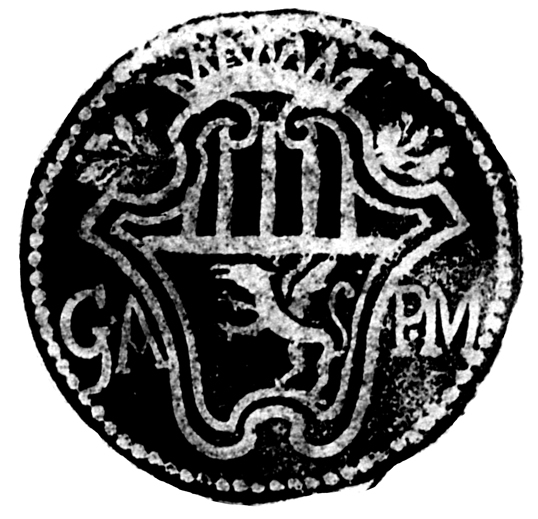
Stemma della famiglia Monachelli

Palazzo Monachelli è l’ottocentesca residenza signorile della famiglia Monachelli il cui casato ebbe un ruolo portante per la città dalla prima metà dell’800 al 1950. Sul terrazzo del palazzo svetta un originale posto di vedetta in ferro in stile anni 60 con scala a chiocciola e terrazza. Tale osservatorio era utilizzato dai possidenti per controllare il lavoro dei campi.
La famiglia Monachelli (o Monachello) sono stati i proprietari terrieri più importanti nella storia dei secoli XVIII-XX di Bolognetta. La prima notizia sulla loro presenza è nel “rivelo” (censimento) del 1714, dove compare il nome di mastro Lorenzo Monachello, residente a Palermo, ma con proprietà nel territorio di Santa Maria dell’Ogliastro (poi Bolognetta), per cui paga le tasse.
Qualche decennio è parroco Salvatore Monachelli, che funge anche da notaio, mentre a fine ‘700 sarà sindaco per sette anni il notaio Rosario Monachelli. I due acquisiscono in pochi decenni enormi proprietà in terreni e case, grazie ai prestiti ad interesse o in seguito a mancati pagamenti. Con accorta strategia matrimoniale si imparentano con i nobili Mancino-Torrebruna, marchesi di Ogliastro e dopo la fine ufficiale del feudalesimo subentrano alla famiglia aristocratica nella proprietà dei beni.
A fine ‘800 i fratelli Carmelo, Francesco Giuseppe (letterato e poeta), Giuseppe, ultimi rappresentanti della famiglia, danno ad enfiteusi o a mezzadria la maggior parte dei fondi rustici e sono proprietari di un centinaio di case e dei maggiori palazzi nel centro storico del paese.
Segna la fine di un’era la scomparsa, nel 1962, di Giuseppe Monachelli, detto ‘u signurinu sia per la sua funzione sociale sia perché non contrasse matrimonio per evitare la divisione della proprietà.
Oggi è sede del Centro Culturale Monachelli

## Restauro
Il risanamento conservativo dell’interno del piano terra ha riportato in vita l’antico edificio, un tempo abitazione privata espropriata per mafia e acquisito dal Comune di Bolognetta, oggi polo di servizi di informazione e accoglienza turistica e agrituristica.
Grazie, infatti, al LEADER, iniziativa di carattere nazionale che gestisce e orienta fondi europei per lo sviluppo rurale secondo strategie integrate, e il GAL Metropoli Est, a livello regionale, è stato possibile finanziare la rifunzionalizzazione di palazzo Monachelli e promuovere l’edificio come cento turistico-rurale.
Tale attività ha inizio con un percorso di formazione culturale legata al turismo il Progetto Monachelli, nell’ambito di questa esperienza è stato possibile fare maturare consapevolezza della vocazione del luogo che ha prodotto riflessioni su uno sviluppo turistico-rurale a lungo termine per creare e rafforzare un tipo di economia legata alle risorse del territorio.

## Servizi
- Info Point
- Sale espositive
- Sala convegni